# 少女剣士秋月蓮の押しかけ孕嫁生活 〜子作りは我が使命…受精するまで離さぬぞ!〜
『少女剣士秋月蓮の押しかけ孕嫁生活 〜子作りは我が使命…受精するまで離さぬぞ!〜』（しょうじょけんしあきづきれんのおしかけはらよめせいかつ こづくりはわがしめい じゅせいするまではなさぬぞ）は、日本のアダルトゲームブランド・Nornがダウンロード版を2009年5月1日、パッケージ版を2008年5月29日に発売した18禁アドベンチャーゲーム。また、2009年12月18日にDVDPG版が発売されている。

## 概要
2008年発売の『剣術少女和泉令と無人島』『剣術教師と婚前子作り合宿』に続く「お堅い女剣士」がヒロインの第3弾タイトル。原画は『和泉令と無人島』と同じ綾瀬はづきが担当しており制作発表時はシナリオも『和泉令と無人島』のleimonZが担当すると予告されていたが、製品段階では不二川"でぇすて"巴人がシナリオを担当した。
本作はNornの別タイトルと比較するとやや高額な価格設定がなされており、途中の選択肢で分岐するイベントも2,000円未満のタイトルより多めに用意されている。エンディングは2種類。

## ストーリー
主人公・宮下将明は宮下流剣術の師範である父から秋月流との他流試合を命じられる。対戦相手の少女剣士･秋月蓮（声 - 羽高なる）は相当に修行を重ねているようで腕前は確かだったが、彼女の生真面目過ぎる性格を見抜いた将明は駆け引きに持ち込んで辛くも勝利を収めた。ところが、秋月家の家訓では自分より強い相手の子を為すこととされており、蓮はその家訓に従って両家の当主が公認する宮下家の押しかけ女房となってしまう。
それから、蓮は一刻も早く将明の子を授かりたい一心で将明の行く所に構わず付いて行くが、幼少から人里離れた野山で修行漬けの日々を送っていたせいで一般常識に乏しいことが原因で次々に騒動を起こしてしまう。果たして、2人は幾多の困難を乗り越えて家訓で決められた通りに跡取りを授かることが出来るのであろうか?

## 要求スペック
- OS - Windows 98以降
- CPU - Celeron333MHz以上
- 必要メモリ - 64MB
- 推奨メモリ - 128MB
- 解像度 - 800×600（High color以上）
- DirectX - DirectX7.0以上
- デバイス - マウス（キーボード未対応）